# Stobenstraße 11 (Quedlinburg)

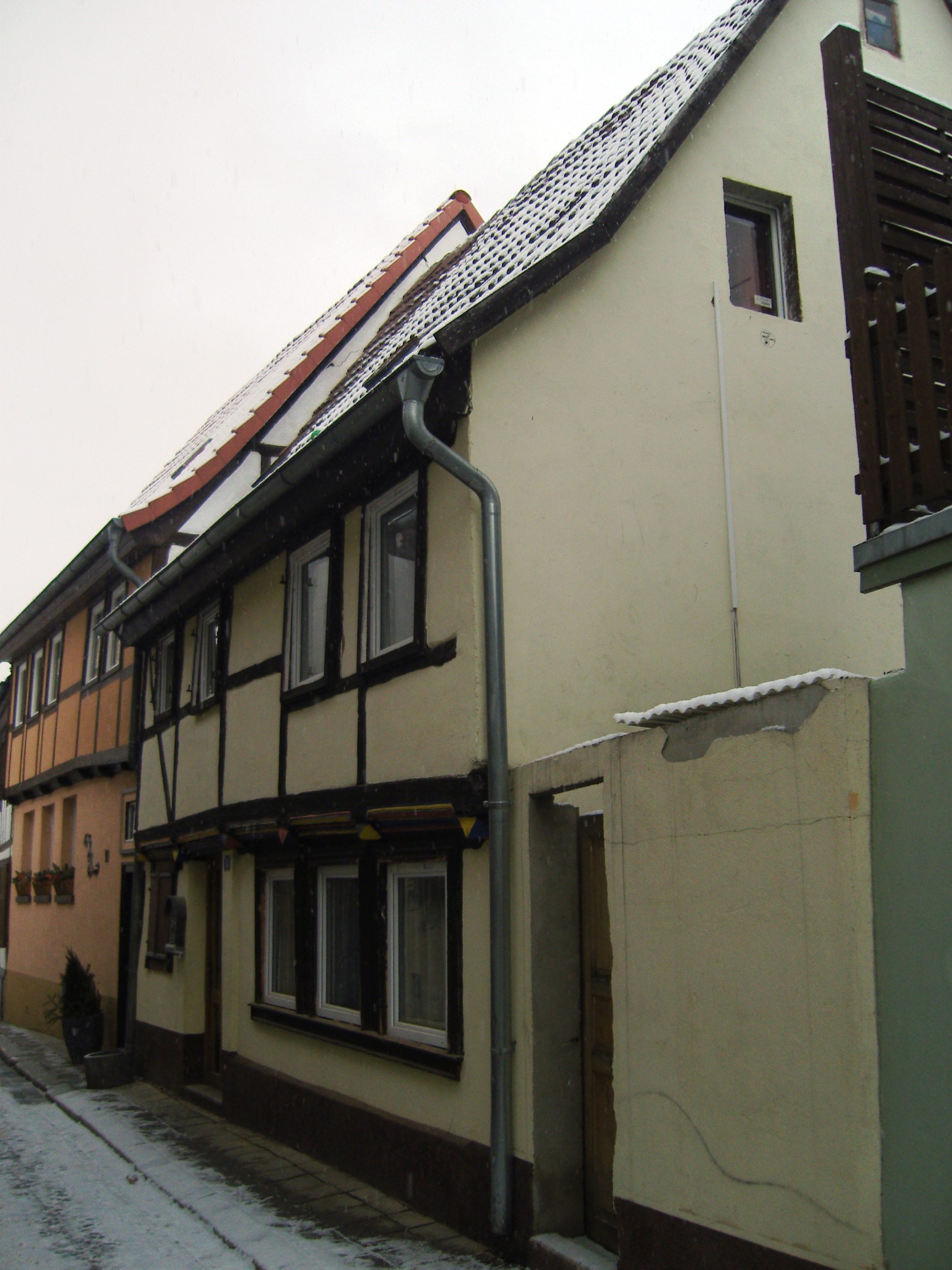
Haus Stobenstraße 11

Das Haus Stobenstraße 11 ist ein denkmalgeschütztes Gebäude in der Stadt Quedlinburg in Sachsen-Anhalt.

## Lage
Es befindet sich im nordwestlichen Teil der historischen Quedlinburger Neustadt und gehört zum UNESCO-Weltkulturerbe. Im Quedlinburger Denkmalverzeichnis ist es als Wohnhaus eingetragen.

## Architektur und Geschichte
Das zweigeschossige barocke Fachwerkhaus entstand in der Zeit um 1700. Die Fachwerkfassade ist mit Pyramidenbalkenköpfen und profilierten Füllhölzern versehen. Darüber hinaus besteht eine Inschrift. Im 19. Jahrhundert erfolgte eine Erneuerung, die insbesondere die Fenster betraf. Außerdem wurde das Gebäude verputzt. 